# العلاقات التشادية النيوزيلندية
العلاقات التشادية النيوزيلندية هي العلاقات الثنائية التي تجمع بين تشاد ونيوزيلندا.

## مقارنة بين البلدين
هذه مقارنة عامة ومرجعية للدولتين:
| وجه المقارنة                                              | تشاد                      | نيوزيلندا                                              |
| --------------------------------------------------------- | ------------------------- | ------------------------------------------------------ |
| المساحة (كم2)                                             | 1.28 مليون                | 268.02 ألف                                             |
| عدد السكان (نسمة)                                         | 15.23 مليون               | 4.24 مليون                                             |
| الكثافة السكانية (ن./كم²)                                 | 11.9                      | 15.82                                                  |
| العاصمة                                                   | انجمينا                   | ويلينغتون، أوكلاند                                     |
| اللغة الرسمية                                             | لغة فرنسية، اللغة العربية | لغة إنجليزية، اللغة الماورية، لغة الإشارة النيوزيلندية |
| العملة                                                    | فرنك وسط أفريقي           | دولار نيوزيلندي، الجنيه النيوزيلندي                    |
| الناتج المحلي الإجمالي (بليون دولار)                      | 9.98 مليار                | 205.85 مليار                                           |
| الناتج المحلي الإجمالي (تعادل القوة الشرائية) بليون دولار | 30.54 مليار               |                                                        |
| الناتج المحلي الإجمالي الاسمي للفرد دولار أمريكي          | 775                       |                                                        |
| الناتج المحلي الإجمالي للفرد دولار أمريكي                 | 2.18 ألف                  |                                                        |
| مؤشر التنمية البشرية                                      | 0.392                     | 0.914                                                  |
| رمز المكالمات الدولي                                      | +235                      | +64                                                    |
| رمز الإنترنت                                              | .td                       | .nz                                                    |
| المنطقة الزمنية                                           | ت ع م+01:00               | ت ع م+13:00، ت ع م+12:00                               |

## منظمات دولية مشتركة
يشترك البلدان في عضوية مجموعة من المنظمات الدولية، منها:
| علم المنظمة | اسم المنظمة                               | تاريخ انضمام تشاد | تاريخ انضمام نيوزيلندا |
| ----------- | ----------------------------------------- | ----------------- | ---------------------- |
|             | مؤسسة التنمية الدولية                     | 7 نوفمبر 1963     | 1 أكتوبر 1974          |
|             | يونسكو                                    | 19 ديسمبر 1960    | 4 نوفمبر 1946          |
|             | وكالة ضمان الاستثمار متعدد الأطراف        | 11 يونيو 2002     | 22 أبريل 2008          |
|             | الأمم المتحدة                             | 20 سبتمبر 1960    | 24 أكتوبر 1945         |
|             | الاتحاد البريدي العالمي                   | ?                 | ?                      |
|             | البنك الدولي للإنشاء والتعمير             | 10 يوليو 1963     | 31 أغسطس 1961          |
|             | الاتحاد الدولي للاتصالات                  | 25 نوفمبر 1960    | 3 يونيو 1878           |
|             | منظمة حظر الأسلحة الكيميائية              | ?                 | ?                      |
|             | مؤسسة التمويل الدولية                     | 2 أبريل 1998      | 31 أغسطس 1961          |
|             | المركز الدولي لتسوية المنازعات الاستشارية | 14 أكتوبر 1966    | 2 مايو 1980            |
|             | منظمة التجارة العالمية                    | ?                 | ?                      |
|             | منظمة الشرطة الجنائية الدولية             | ?                 | ?                      |

## وصلات خارجية
- موقع وزارة الخارجية النيوزيلندية